# Polizeiruf 110: Fehlrechnung
Fehlrechnung ist ein deutscher Kriminalfilm von Kurt Jung-Alsen aus dem Jahr 1974. Der Fernsehfilm erschien als 25. Folge der Filmreihe Polizeiruf 110.

## Handlung
Wenige Tage vor der Hochzeit wird Tankstellen-Schichtleiter Günter Gellner von seiner Verlobten Helga verlassen. Sie hält ihm vor, dass er sich entscheiden soll. In seiner Minol-Tankstelle kündigt er seinem Kollegen Erich Gottschalk an, dass er seine Brigade verlassen will. Andere Kollegen scheinen ihn unter Druck zu setzen und deuten an, er werde seinen Ausstieg bereuen. Auf seiner Fahrt zu Helga kommt Günter mit überhöhter Geschwindigkeit von der Straße ab und verunglückt schwer. Er wird ins Krankenhaus eingeliefert.
Oberleutnant Jürgen Hübner und Leutnant Vera Arndt nehmen die Ermittlungen auf, zumal Untersuchungen an Günters Wagen ergeben, dass eine Entlüftungsschraube vorsätzlich gelockert wurde. Am dafür benutzten Maulschlüssel lassen sich Spuren eines Schweinslederhandschuhs mit Nahtriss feststellen. Tankstellenleiter Kerber wiederum sagt aus, er habe vor dem Unfall Tankwart König mit Günter an dessen Wagen gesehen. Beide hatten eine lautstarke Auseinandersetzung.
Mit Sabine Rohrberg erhält die Minol-Tankstelle eine neue Schichtleiterin. Schnell wird sie von Tankwart Friedrich Ramminger umgarnt. Er will in ihrem Namen eine Einstandsfeier in seinem kleinen Wochenendhäuschen geben. Das Häuschen entpuppt sich als luxuriöse Villa; als Gast erscheint neben Tankwart König auch Herr Hellwig, Fahrdienstleiter einer Großbaustelle. Ramminger weiht Sabine in den Hintergrund seines Reichtums ein: Einst habe ein Fahrer an ihrer Tankstelle die Zeche geprellt, woraufhin Günter den so entstandenen Fehlbetrag einfach auf andere Rechnungen umgelegt habe. Aus dieser Notsituation entwickelten die Angestellten ein florierendes Geschäft, bei dem vor allem König und Ramminger Hunderttausende Mark abzweigten. Auch Günter Gellner hatte sich so bald 20.000 Mark ergaunert, bekam jedoch ein schlechtes Gewissen, als er Helga das Interhotel Hubertushof als ihr gemeinsames Flitterwochenhotel zeigte. Er beichtete ihr von den Diesel-Geschäften. Helga wiederum fand heraus, dass die Kipper ihrer eigenen Baustelle bei Kerbers Tankstelle aufgetankt wurden. Die Wagen konnten durch den weniger getankten aber voll bezahlten Kraftstoff weniger Touren als vorgesehen fahren, wodurch der gesamte Baufortschritt ins Stocken geriet. Helga wies an, die Tanktouren zu überprüfen, die über registrierte Tankkreditscheine laufen, und fuhr in den Urlaub. Zuvor trennte sie sich von Günter am Bahnhof, dem sie von der geplanten Überprüfung ihrer Kipper berichtete. Am nächsten Tag verunglückte ihr Verlobter.
Ramminger wird von den Ermittlern befragt und Hellwig gegenübergestellt, gibt jedoch vor, ihn nicht zu kennen. Hellwig hatte Ramminger auf dessen Feier ein Tankkreditscheinheft zugesteckt, als Sabine Rohrberg dazukam. Hellwig wird über die von ihm auf seiner Baustelle ausgeschriebenen Tankkreditscheine befragt, kann jedoch zu ihnen in seinen Unterlagen keine Zuordnungen zu Lastwagen finden. Ramminger glaubt, Sabine habe bei der Polizei geredet, und stellt sie in ihrer Wohnung zur Rede. Er droht ihr, als plötzlich Jürgen Hübner und Vera Arndt erscheinen. Erneut werden Ramminger und Hellwig befragt und Ramminger will Sabine als intrigante Frau hinstellen, die nur wegen einer Affäre zu Tankstellenleiter Kerber die Stelle als Schichtleiterin erhalten habe. Da niemand sie ernst nehme, wolle sie sich so an den Mitarbeitern rächen. Erst jetzt präsentieren Hübner und Arndt Sabine Rohrberg als ihre Kollegin – Leutnant Sabine Rohrberg. Hellwig gibt nun zu, die Tankkreditscheine auf Fahrzeuge ausgestellt zu haben, die bereits außer Betrieb waren. König, der befragt wird, gibt zu, auf Anweisung Rammingers geplant zu haben, Günters Wagen zu manipulieren. Er sei jedoch von Günter am Wagen überrascht worden. Die Befragung Kerbers führt die Ermittler schließlich zum Erfolg: In Kerbers Kofferraum findet sich der Handschuh, dessen Abdruck am Maulschlüssel gefunden wurde. Kerber gibt zu, Günters Wagen manipuliert zu haben. Günter war am Abend vor dem Unfall in seiner Wohnung gewesen und hatte ihm von den Unterschlagungen berichtet. Günter ahnte nicht, dass Kerber schon lange davon wusste und mit einem regelmäßigen Bestechungsgeld am Reden gehindert wurde. Günters Ankündigung, sich der Polizei zu stellen, bedrohte nicht nur Kerbers Ruf, sondern auch seinen finanziellen Nebengewinn. Als er König an Günters Wagen sah, vollendete er die Manipulation, die König nicht geschafft hatte.

## Produktion
Fehlrechnung wurde vom 5. Februar bis 7. März 1974 unter dem Arbeitstitel Minol in Bad Schandau (Tankstelle, heute Aral), Dresden und Moritzburg gedreht. Zu sehen sind unter anderem der Leuchtturm Moritzburg, die Gaststätte Hubertushof (heute Churfürstliche Waldschänke) und das Fasanenschlösschen. Die Kostüme des Films schuf Ruth Völker, die Filmbauten stammen von Hans-Georg Völker. Der Film erlebte am 14. Juli 1974 im 1. Programm des Fernsehens der DDR seine Fernsehpremiere. Es war der erste Polizeiruf, bei dem die Zuschauerbeteiligung erfasst wurde: Sie lag bei 58,6 Prozent.
Es war die 25. Folge der Filmreihe Polizeiruf 110. Oberleutnant Jürgen Hübner ermittelte in seinem 10. Fall und Leutnant Vera Arndt in ihrem 21. Fall.

## Trivia
In dieser Polizeiruffolge befinden sich zwei sehr auffällige Filmfehler. Zum einen ist in der 15. Filmminute, als die Garage bei der Tankstelle für die Kripo geöffnet wird, etliche Sekunden lang unten von der geschlossenen Seite her der (blaue) Tongalgen mit dem Mikro zu sehen, der je nach Dialog zu den Protagonisten schwenkt.
Zum anderen ist in der 32. Filmminute während der Fahrt des weißen Wartburgs 311 in der Außenaufnahme ebenfalls etliche Sekunden lang zu sehen, wie links neben dem Fahrzeug ein Kabel auf der Fahrbahn im selben Tempo mitschleift.
Im Abspann ist ein Wartburg Melkus mit Flügeltüren zu sehen, der an die Tankstelle fährt. Der Fahrer steigt aus und verweilt einige Zeit, bevor er weiterfährt.